# Marianowo (gmina)
Pour les articles homonymes, voir Marianowo.
Marianowo est une gmina rurale du powiat de Stargard, Poméranie occidentale, dans le nord-ouest de la Pologne. Son siège est le village de Marianowo, qui se situe environ 17 km à l'est de Stargard Szczeciński et 46 km à l'est de la capitale régionale Szczecin.
La gmina couvre une superficie de 101,75 km2 pour une population d'environ  3 167 habitants en 2016.

## Géographie
La gmina inclut les villages de Czarnkowo, Dalewo, Dzwonowo, Gogolewo, Kępy, Krzywiec, Mariankowo, Marianowo, Sulino, Trąbki, Trąbki Małe et Wiechowo.
La gmina borde la ville de Stargard Szczeciński et les gminy de Chociwel, Dobrzany, Stara Dąbrowa, Stargard Szczeciński et Suchań.